# Бобио Пеличе
Бобио Пеличе (итал. Bobbio Pellice) је насеље у Италији у округу Торино, региону Пијемонт.
Према процени из 2011. у насељу је живело 409 становника. Насеље се налази на надморској висини од 747 м.

## Становништво
| 1931. | 1936. | 1951. | 1961. | 1971. | 1981. | 1991. | 2001. | 2011. |
| ----- | ----- | ----- | ----- | ----- | ----- | ----- | ----- | ----- |
| 1.249 | 1.225 | 1.108 | 922   | 794   | 674   | 608   | 598   | 566   |